# Лапина (рослина)
Птерокарія (Pterocarya) — рід рослин родини Горіхові. Рід містить 6 видів, поширених в Азії й на Кавказі.
| Зображення | Назва виду              | Ареал                              |
| ---------- | ----------------------- | ---------------------------------- |
|            | Pterocarya fraxinifolia | Південнозахідна Азія               |
|            | Pterocarya hupehensis   | Центральний Китай                  |
|            | Pterocarya macroptera   | Західний та південнозахідний Китай |
|            | Pterocarya rhoifolia    | Японія, східний Китай              |
|            | Pterocarya stenoptera   | Китай                              |
|            | Pterocarya tonkinensis  | Південний Китай, Індокитай         |